# Clément M. Côté
Pour les articles homonymes, voir Côté (homonymie).
Clément M. Côté (né le 19 octobre 1940) est un administrateur d'état et homme politique fédéral du Québec.

## Biographie
Né à Saint-Cœur-de-Marie dans la région du Saguenay–Lac-Saint-Jean, il devint député du Parti progressiste-conservateur du Canada dans la circonscription fédérale de Lac-Saint-Jean en 1984. Il démissionne en 1988 pour permettre à Lucien Bouchard de se présenter en politique fédérale.